# Ural Great Perm
El PBC Ural Great Perm (del ruso: Урал-Грейт) fue un equipo de baloncesto ruso con sede en Perm, que disputaba la Superliga de baloncesto de Rusia y la FIBA EuroChallenge. Jugaba sus partidos como local en el Universal Sports Palace Molot, con capacidad para 7000 espectadores.

## Historia
El club fue fundado en 1995, sobre la base de la universidad tecnológica de la ciudad. En 2001 y 2002 ganó la Superliga de baloncesto de Rusia, y en 2004 la Copa rusa. consiguió su único título internacional en 2006, al conseguir la EuroCup Challenge. En octubre de 2008 el equipo se declaró en bancarrota y desapareció.

## Palmarés
- 2 Liga rusa: (2001, 2002)
- 1 Copa rusa: (2004)
- 1 EuroCup Challenge: (2006)
- 1 North European Basketball League : (2001)